# Rafael Eduardo Medina
Rafael Eduardo Medina (nacido el 15 de febrero de 1975) es un ex lanzador de béisbol profesional panameño. Jugó para los Florida Marlins de la Major League Baseball (MLB) de 1998 a 1999. .

## Carrera
Medina fue contratado originalmente por los Yankees de Nueva York como agente libre aficionado en 1992. Comenzó su carrera profesional al año siguiente con el equipo novato de los Yankees, luego pasó 1994 con los Oneonta Yankees, donde tuvo un récord de victorias y derrotas de 3-7 y un promedio de rendimiento limpio (ERA) de 4.66 en 14 juegos. Se separó de 1995 con los Greensboro Bats y los Tampa Yankees. Con Tampa, tuvo efectividad de 2.37 en seis juegos. Medina fue ascendido a los Norwich Navigators y tuvo un récord de 5-8, una efectividad de 3.06 y 112 ponches en 19 juegos. Una vez terminada la temporada de 1996, fue traspasado a los Padres de San Diego con Rubén Rivera por Hideki Irabu y Homer Bush.Medina pasó 1997 con Las Vegas Stars, la filial AAA de los Padres. Tuvo una efectividad de 7.56 en 13 juegos y los cazatalentos ya no lo consideraban un gran prospecto como lo habían hecho la temporada anterior debido a las malas estadísticas y la falta de confianza.  Después de una temporada con los Padres, lo cambiaron a los Florida Marlins con Steve Hoff y Derrek Lee por Kevin Brown. Con los Marlins, formó parte del roster del día inaugural y lanzó en 12 juegos para el equipo en 1998, con marca de 2-6 y efectividad de 6.01. Luego, los Marlins intentaron utilizar a Medina como lanzador de relevo, y en 1999 se separó de Florida y los Calgary Cannons . Con el equipo de Grandes Ligas tuvo efectividad de 5.79 en 20 juegos.Después de la temporada, Medina fue elegido por los Bravos de Atlanta. Pasó las siguientes dos temporadas con los Syracuse SkyChiefs y los Memphis Redbirds, luego pasó el 2002 con los Algodoneros de Torreón de la Liga Mexicana. Pasó dos temporadas más jugando béisbol profesional-

## Selección nacional
Se unió a la selección nacional de béisbol de Panamá. Formó parte del equipo durante el Clásico Mundial de Béisbol de 2009, y lanzó un tercio de entrada en un juego.

## enlaces externos
- Esta obra contiene una traducción  derivada de «Rafael Medina (baseball)» de Wikipedia en inglés, publicada por sus editores bajo la Licencia de documentación libre de GNU y la Licencia Creative Commons Atribución-CompartirIgual 4.0 Internacional.
- Rafael Medina en MLB
- Rafael Medina en ESPN

- Datos: Q7282212